# Eugen Herman-Friede
Eugen Herman-Friede (* 23. April 1926 in Berlin; † 6. Oktober 2018) war ein deutscher antifaschistischer Widerstandskämpfer, der vor allem durch seine autobiografischen Schriften bekannt ist.

## Leben
Eugen Herman wuchs am Mehringdamm auf. Seine jüdischen Eltern hatten sich früh getrennt, seine Mutter hatte den Nichtjuden Julius Friede geheiratet. Erst nach seiner Einschulung erfuhr er, dass er Jude sei und erlebte die wachsende Diskriminierung und Ausgrenzung. Anfang 1943 reichte der Schutz des nichtjüdischen Stiefvaters nicht mehr aus. Bis Kriegsende wurde er bei Freunden, Verwandten und Bekannten in Berlin und insbesondere bei Hans Winkler in Luckenwalde versteckt. Hier stieß er zu der von Juden und „Ariern“ gegründeten Widerstandsgruppe Gemeinschaft für Frieden und Aufbau. Er vervielfältigte und verteilte Flugblätter und half, Verfolgten einen Unterschlupf und falsche Papiere zu besorgen.
Nach Kriegsende trat er in die KPD ein, wurde nach der Zwangsvereinigung von SPD und KPD Mitglied der SED, besuchte Parteischulen, studierte und wurde Journalist bei der Märkischen Volksstimme in Potsdam. Im Spätsommer 1948 wurde er wegen einer familiären Verwicklung in „Wirtschaftsverbrechen“ festgenommen. Nach seiner Freilassung Anfang 1949 ging er nach West-Berlin. 1953 zog er mit seiner Familie nach Kanada und eröffnete das erste deutsche Restaurant in Toronto. Nach drei Jahren kehrte er nach Deutschland zurück, wo er in der Bekleidungsindustrie und bei einem Chemieunternehmen tätig war.
In Abgetaucht! Als U-Boot im Widerstand schilderte der Holocaust-Überlebende seine Erlebnisse.
2017 erschien der Film Die Unsichtbaren – Wir wollen leben, in dem er in Interviewausschnitten zu sehen ist. Als junger Mann wird er von Aaron Altaras dargestellt.

## Schriften
- Für Freudensprünge keine Zeit. Erinnerungen an Illegalität und Aufbegehren 1942–1948, 5. Aufl. Metropol, Berlin 2002, ISBN 3-926893-11-7 (Erstauflage 1991).
- Abgetaucht! Als U-Boot im Widerstand. Tatsachenroman, 2. Aufl. Gerstenberg, Hildesheim 2009, ISBN 978-3-8369-5241-5 (Erstauflage 2004).
- Als Schüler kämpfte ich dafür, Hitlerjunge zu sein, später gegen Hitler. In: Tina Hüttl; Alexander Meschnig (Hrsg.): Uns kriegt ihr nicht : als Kinder versteckt – jüdische Überlebende erzählen. München : Piper 2013, ISBN 978-3-492-05521-5, S. 269–285 (Kurzbiografie auf Seite 285).

## Hörbuch
- Eugen Herman-Friede erzählt aus seinem Leben: „Ich war kein Widerstandskämpfer. Mir hat es Spaß gemacht, etwas gegen die Nazis zu tun“. Paul Lazarus Stiftung, Wiesbaden 2012, ISBN 978-3-942902-05-2 (2 CDs)